# بوکسک
بوکسک (به مجاری:  Bükkszék) یک منطقهٔ مسکونی در مجارستان است که در ناحیه پترواشارا واقع شده‌است. بوکسک ۱۵٫۳ کیلومتر مربع مساحت و ۸۷۳ نفر جمعیت دارد.